# John Cox Bray

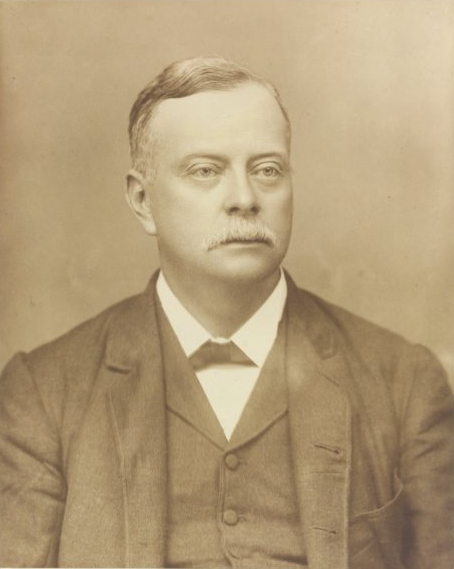
John Cox Bray (um 1880)

Hon. Sir John Cox Bray, KCMG (* 31. Mai 1842 in Adelaide, South Australia; † 12. Juni 1894 an Bord der Oceana auf See zwischen Aden und Colombo) war ein australischer Politiker, der unter anderem von 1871 bis 1892 Mitglied des South Australian House of Assembly sowie zwischen 1881 und 1884 Premierminister von South Australia und damit der Erste in South Australia geborene Premierminister war. Er war ferner von 1888 bis 1890 Sprecher (Speaker) des South Australian House of Assembly sowie zwischen 1892 und seinem Tode 1894 Generalagent und damit Vertreter von South Australia im Vereinigten Königreich.

## Leben

### Rechtsanwalt, Abgeordneter und Minister
John Cox Bray war der Sohn des aus Portsmouth stammenden Tom Cox Bray (1815–1881) und dessen Ehefrau Sarah Bray Pink Bray (1813–1877), die im Dezember 1838 nach South Australia einwanderten. Nach dem Besuch des St Peter’s College in Adelaide absolvierte er eine damals übliche rechtsanwaltliche Ausbildung in einer Anwaltskanzlei und wurde 1867 zudem Sekretär des Zeitungsverlages Daily Telegraph and Weekly Rail Newspaper Company Limited. Nach seiner anwaltlichen Zulassung im November 1870 nahm er Tätigkeit als Solictor auf. Am 14. Dezember 1871 wurde er im Zwei-Personen-Wahlkreis East Adelaide als Nachfolger von David Murray erstmals zum Mitglied des South Australian House of Assembly gewählt, des Unterhauses des Parlaments von South Australia, und vertrat diesen Wahlkreis zwanzig Jahre lang bis zu seinem Mandatsverzicht am 2. Januar 1892, woraufhin John McPherson diesen Wahlkreis übernahm.
Am 15. März 1875 übernahm Bray in der dritten Regierung von Premier Arthur Blyth das Amt als Minister für Justiz und Bildung (Minister of Justice and Education) und bekleidete dieses bis zum 3. Juni 1875 als die Regierung zurücktrat, nachdem ein Misstrauensvotum über Brays Annahme des Amtes nach seiner ursprünglichen Kritik an der Regierung. In der Regierung von Premier John Colton bekleidete er zwischen dem 6. Juni 1876 und dem 26. Oktober 1877 das Amt des Generalstaatsanwalts (Attorney-General).

### Premierminister, Sprecher desSouth Australian House of Assemblyund Generalagent im Vereinigten Königreich

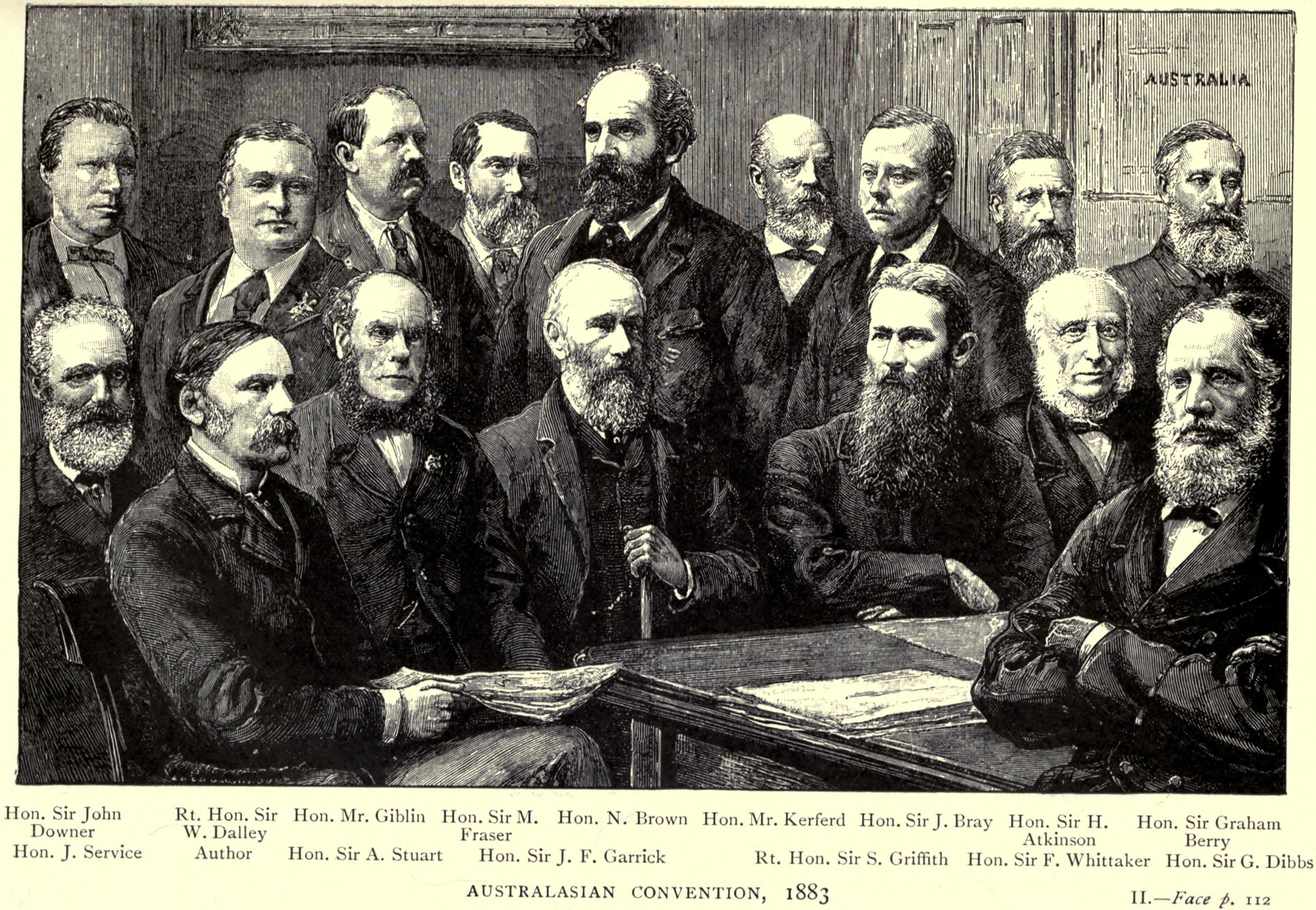
Bray (hinten, 3.v.r.) und andere Delegierte der Australasian Convention (1883).

Am 24. Juni 1881 wurde John Cox Bray als Nachfolger von William Morgan selbst Premierminister von South Australia, nachdem weder George Charles Hawker noch John Colton die Position einnehmen konnten. Er wurde damit der Erste in South Australia geborene Premierminister. In seiner Regierung übernahm Bray ferner zwischen dem 24. Juni 1881 und dem 23. April 1884 zudem als Chief Secretary und damit als Chefsekretär der Regierung sowie im Anschluss vom 23. April bis zum 16. Juni 1884 als Schatzminister (Treasurer). Bray war für seine Beliebtheit sowie seine Persönlichkeit bekannt und behielt sein Amt fast drei Jahre lang, der damalige Rekord für Amtszeit eines Premiers seit Einführung dieses Amtes am 24. Oktober 1856. Zu den wichtigen Gesetzen, die unter seiner Regierung verabschiedet wurden, gehörte der Married Women's Property Act von 1883, der verheirateten Frauen in Südaustralien zum ersten Mal die Kontrolle über ihr eigenes Eigentum und Einkommen nach der Heirat gab. Zudem war er 1883 Delegierter auf der Australasian Convention. Unter seiner Leitung erfolgte auch die frühe Planung der Internationalen Jubiläumsausstellung (International Jubilee Exhibition) 1887 in Adelaide. Seine Amtszeit als Premier endete am 16. Juni 1884, nachdem Coltons Misstrauensantrag angenommen worden war, was teilweise auf die Verwaltung des Gesetzes über Ländereien der Krone (Crown Lands Act) durch die Regierung zurückzuführen war. Colton bildete daraufhin am 16. Juni 1884 als Premier seine zwite Regierung, während Bray zunächst Oppositionsführer wurde, diese Funktion aber kurz darauf an John Downer übergab.

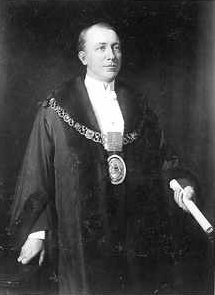
Sir John Lavington Bonython, der Schwiegersohn von John Cox Bray, war von 1911 bis 1913 Bürgermeister beziehungsweise zwischen 1927 und 1930 Oberbürgermeister von Adelaide.

In der ersten Regierung von Premier John Downer bekleidete Bray zwischen dem 14. Oktober 1885 und dem 8. Juni 1886 zuerst wieder das Amt als Chefsekretär der Regierung sowie im Anschluss vom 8. Juni 1886 bis zum 11. Juni 1887 noch einmal als Schatzminister. Daneben war er zwischen 1887 und 1892 Direktor der Vertretung der National Bank of Australasia (NAB) in Adelaide. Am 31. Mai 1888 wurde er als Nachfolger des am 27. Dezember 1887 im Amt verstorbenen Robert Dalrymple Ross zum Sprecher (Speaker) der South Australian House of Assembly und damit zum Präsidenten des Parlaments gewählt. Dieses Amt hatte er bis zum 5. Juni 1890 inne und wurde daraufhin von Jenkin Coles abgelöst. Für seine Verdienste wurde er am 1. Januar 1890 als Knight Commander des Order of St Michael and St George (KCMG) nobilitiert, wodurch er fortan das Prädikat „Sir“ führte.
In der zweiten Regierung von Premier Thomas Playford II bekleidete Bray vom 19. August 1890 bis zum 6. Januar 1892 abermals das Amt des Chefsekretärs der Regierung und vertrat South Australia 1891 als Mitglied der National Australasian Convention in Sydney. Auf Bitte von Premier Playford übernahm er im Januar 1892 als Nachfolger des am 7. Dezember 1891 im Amt verstorbenen Sir Arthur Blyth das Amt als Generalagent und damit als Vertreter von South Australia im Vereinigten Königreich. Aufgrund seiner erneut angegriffenen Gesundheit trat er von diesem Amt jedoch zurück und verstarb am 12. Juni 1892 auf seiner Rückfahrt nach Adelaide an Bord der Oceana auf See zwischen Aden und Colombo. Sein eigener Nachfolger als Generalagent wurde im Anschluss Thomas Playford II.
Aus seiner 1870 geschlossenen Ehe mit Alice Maude Hornabrook, Lady Bray (1850–1935) gingen drei Söhne und eine Tochter hervor. Sein jüngster Sohn Harry Midwinter Bray (1879–1965) war der Vater von John Jefferson Bray (1912–1995), der unter anderem von 1967 bis 1978 als Chief Justice of South Australia Präsident des Obersten Gerichtshofes dieses Bundesstaates sowie zwischen 1968 und 1983 Kanzler der University of Adelaide war. Seine einzige Tochter Blanche Ada Bray (1881–1908) war die Ehefrau von Sir John Lavington Bonython (1875–1960), der von 1911 bis 1913 Bürgermeister beziehungsweise zwischen 1927 und 1930 Oberbürgermeister von Adelaide war. Aus dieser Ehe gingen als weitere Enkelkinder von John Cox Bray unter anderem der Unternehmer John Langdon Bonython (1905–1992) sowie Elizabeth Hornabrook Bonython (1907–2008) hervor, die mit dem Politiker Keith Wilson (1900–1987) verheiratet war, der sowohl Mitglied des Australischen Senats als auch des Repräsentantenhauses war.

## Hintergrundliteratur
- E. Hodder: The History of South Australia, 2 Bände, London 1893